# Англосаксонський період

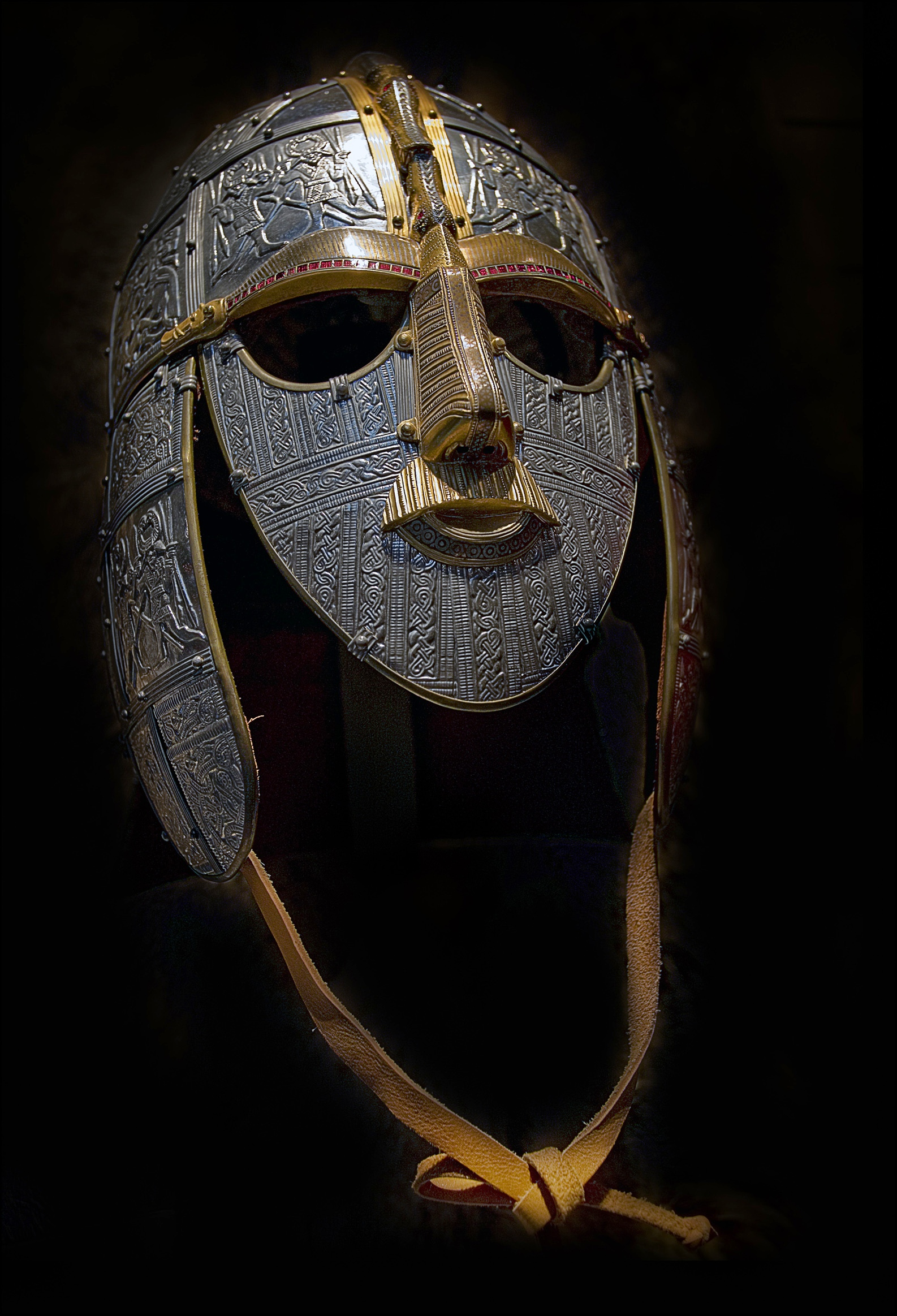
Реконструкція шолому похованого у Саттон-Ху короля Східної Англії (бл. 625 року)

Англосаксонський період — епоха в історії Великої Британії, що почалась у V столітті з висадки на Британських островах загонів англів, саксів та ютів та утворення англосаксонських держав і завершилась у XI столітті нормандським завоюванням країни.

## Передісторія
Англія, населена бриттами, була близько 400 років римською провінцією під ім'ям Британії. Коли римські легіони на початку V століття залишили Британію, її жителі не в силах були більше витримувати набіги своїх північних сусідів, піктів та скоттів: у 449 році вони закликали на допомогу, відповідно до легенди, ютів під проводом Хенгіста й Хорси, розбили піктів та скоттів, і їхні успіхи залучили до країни нові натовпи саксів, англів та ютів (див. англосакси). Це наповнення країни саксами поклало початок більш ніж столітній боротьбі між первісним кельтським населенням та іноземними прибульцями — боротьбі, з якої бритти, після наполегливого опору, вийшли пригніченими й частково були змушені шукати притулку в горах Уельсу та Корнуолла, де вони ще довго зберігали свою незалежність, частково переселились на сусідній півострів Франції, Арморику (нинішня Бретань). Героєм цієї національної боротьби кельтська легенда визнає короля Артура, який започаткував зразкове лицарське суспільство, відоме під назвою лицарів Круглого столу.

## Гептархія
Завоювавши Англію, прибульці утворили не одну державу, а сім чи вісім (див. Гептархія):
1. Кент, зі столицею Кентербері, населений переважно ютами;
2. Сассекс, або країна південних саксів;
3. Вессекс, або країна західних саксів, головне місто — Вінчестер;
4. Ессекс, або країна східних саксів;
5. Нортумбрія, або країна на північ від річки Хамбер;
6. Східна Англія, що поділялась на Норфолк (північний народ) та Саффолк (південний народ)
7. Мерсія, у болотяній місцевості Лінкольншира, населена переважно англами.

Окрім того, на південному заході збереглись кілька володінь туземних князів, як Думнонія та Кумбрія (у місцевості нинішнього Уельсу).
До 600 року римсько-християнська просвіта робила вкрай мало успіхів у Британії, її постійно витісняли германсько-поганські елементи. Християнізація Англії почалась у Кенті після того, як король Етельберт, одружений з Бертою, дочкою франкського короля Хариберта, сам прийняв хрещення з рук св. Августина (597), що став першим архієпископом Кентерберійським. Невдовзі виникли зачатки християнської літератури, яка досягла високого ступеня розквіту в «Церковній історії народу англів» Беди Преподобного.

## Утворення Англії
Починаючи з раннього IX століття, сім королівств гептархії стали дедалі більше підпадати під вплив Вессекса. Короля Вессексу Егберта (802—839) історики іноді вважають першим королем Англії. Онук Егберта, Альфред Великий (871—899), явився визволителем й засновником держави. Він першим з королів Вессексу почав називати себе королем Англії.

## Нападиданцівінорманів
З 793 року почалось вторгнення вікінгів, відоміших в історії Англії під ім'ям данів. Вони навіть закріпились у Нортумбрії, Мерсії та Східній Англії. Альфред, перемігши данів, уклав з ними Ведморську угоду, зупинивши їх просування. Його син, Едуард Старший та онук, Етельстан, військовим та дипломатичним шляхами розширювали свої володіння, й Етельстан став першим реальним правителем усієї Англії.
Країна насолоджувалась зовнішнім миром до короля Етельреда II Нерозумного (978—1016), коли данці з іще більшою силою відновили свої напади. Країна занепала. У провінціях графи перетворили свої області у спадкові землі. Королю доводилось відкупатись від данців за великі гроші (так звані данські гроші), які стягувались у вигляді поземельного податку, та, попри це, величезні натовпи іноземців залишались у країні й захоплювали землі у провінціях. Щоб одразу позбавитись від непроханих гостей, Етельред зважився на вчинок, що вартував йому престолу. Він наказав перерізати у один день всіх данців, які оселились між англосаксами, призначивши для цього 13 листопада 1002 року (Різня у день св. Брайса). Кілька тисяч данців загинули у цій загальній різні; навіть їхніх дітей було побито варварським чином. Але цією жорстокістю Етельред накликав на себе помсту данського короля Свена, який з 1003—1006 років неодноразово прибував до Королівства Англія, спустошуючи одну область за одною. У 1007 році Етельред купив мир за величезну суму грошей, але вже наступного року Королівство Англія знову було спустошене данцями, й у 1013 році Свен підкорив весь острів. Етельред втік до свого шурина, герцога Нормандського; у 1014 році, по смерті Свена, вітан знову обрав Етельреда на трон, й він знову повернувся до Королівства Англія.
Коли Етельред помер 1016 року, Канут Великий, син Свена, заволодів Королівством Англія та одружився із вдовою Етельреда, Еммою. Його сини Гарольд Заяча лапа (1035—1040) і Хардекнуд (1040—1042) померли бездітними, й англійські вельможі посадили на престол сина Етельреда і Емми, Едуарда Сповідника (1042—1066). Він тривалий час переховувався при дворі нормандського герцога й тому виявляв особливу симпатію до своїх нормандських друзів, викликаючи проти себе невдоволення англійських вельмож. Спадок по собі він заповів нормандському герцогу Вільгельму, й хоч наступником Едуарда став граф Гарольд, Вільгельм висадився в Королівстві Англія із 7-тисячним військом. 14 жовтня 1066 року він розбив Гарольда поблизу Гастінгса, й тут же на полі бою проголосив себе королем Англії.

## Соціальна структура

### Селянство
Соціальну основу англосаксонського суспільства становили вільні селяни — керли. До VIII століття у джерелах не міститься згадок про наявність будь-якого значного прошарку залежних селян. Основу господарства вільного землероба становив земельний наділ, достатній для підтримання життя родини керла (гайда). Керл мав повну господарську самостійність на своєму наділі, не визначаючи жодного господаря, окрім короля. Вільні землероби несли ряд повинностей на користь держави: сплата продуктової ренти королю, особиста участь у національному ополченні — фірді, утримання мостів та замків. Англосаксонські селяни жили, в основному, у невеликих селищах, розташованих берегами річок, чи у окремих хуторах.
З плином часу земельні наділи керлів дробились між спадкоємцями та в умовах спустошувальних походів вікінгів й посилення фіскального тиску з боку держави (введення податку, що отримав назву «данські гроші») виявилось недостатнім для підтримання економічної самостійності керлів. Це призвело до переходу частини вільних селян під покровительство англосаксонської знаті та формування перших категорій залежного селянства (геніти, гебури, котсетли). Наприкінці англосаксонського періоду за збереження особистої свободи у більшості селян, вони опинились у підпорядкованому становищі, виконуючи роботи з обробки земель свого господаря та сплачуючи йому (а не королю) ренту. Тим не менше до нормандського завоювання прошарок вільних селян залишався досить значним (особливо у областях данського права).
Особливістю англосаксонського суспільства, що різко відрізняла його від інших співтовариств германського походження, була відносна слабкість родового начала. Хоч у «правдах» Іне й Етельберта міститься згадка про те, що у разі вбивства англосакса вергельд лягає на весь рід убивці, в цілому навіть ранні джерела не містять жодних характеристик роду. Родові зв'язки у англосаксів були значно слабшими, ніж у кельтських кланах Шотландії. В англосаксонському суспільстві родова приналежність суб'єкту права майже цілковито ігнорувалась.

### Служиві люди і знать
Як і у інших германських народів, у англів, саксів та ютів, що переселились до Британії, існував прошарок знаті. Первинно це були служилі люди, що просунулись завдяки службі у королівській дружині. У VI—VIII століттях прошарок знаті в англосаксонських королівствах мав військовий характер і являв собою групу гезітів — королівських дружинників. Статус гезіта підкреслювався величиною вергельда, що сплачувався у разі його вбивства, — 1200 шилінгів, тобто у шість разів більше, ніж вергельд керла. У ранній період служила знать не мала спадкового характеру (за винятком Кента). Статус гезіта забезпечувався не його походженням, а близькістю до короля та місцем, яке він посідав у королівській адміністрації. Зазвичай гезіти призначались представниками короля до різних регіонів країни, де вони займались організацією виконання законів королівства, підтриманням порядку й очолювали місцеве ополчення — фірд.
Починаючи з VIII століття, назва «гезіт» для визначення члена військово-служилої знаті англосаксонських королівств поступово вийшла з ужитку. Йому на зміну прийшло слово «тен». Статус тенів пізнього періоду англосаксонської Британії залежав від їхнього положення у державній адміністрації та близькості до сеньйора. Верхівку прошарку тенів становили так звані «королівські тени», що займали посади при дворі короля, брали участь у королівському суді та представляли інтереси глави держави в англійських графствах. Тени IX—XI століть зберігали військовий характер своїх попередників, гезітів, й були зобов'язані брати участь у військових походах короля. Більш низький соціальний статус мали тени великих ерлів, які мали лише невеликі земельні володіння і за статком не сильно відрізнялись від верхівки вільного селянства. Велике значення мала практика здавання тенам у оренду частини земель великими англосаксонськими феодалами та церквою. У разі, якщо коштів тена не вистачало для несення служби, він міг скласти омаж сеньйору і, втративши частину особистої свободи, отримати грошове чи земельне утримання. Такий тип стосунків нагадував васально-ленні відносини класичного феодалізму, однак мав менш міцний характер: тен міг розірвати омаж і перейти на службу до іншого сеньйора, сеньйор не мав феодальної юрисдикції над своїми тенами.
Вищий прошарок англосаксонської знаті становили ерли — представники титулованої спадкової аристократії, що отримали від короля широкі земельні володіння і право управління кількома графствами країни. Титул ерла був скандинавського походження й проник до англосаксонської соціальної системи під час правління Канута Великого. Ерли користувались досить широкою владою у своїх землях, очолювали регіональне ополчення, головували в судах графств, стягували на свою користь частину прибутків від судочинства й міської торгівлі. Влада ерлів обмежувалась лише збереженням у графствах королівської адміністрації у особі шерифів, а також правом короля на скликання служилих людей ерлів до власного війська. Найсамостійнішими були ерли Нортумбрії, які правили у цій провінції фактично незалежно від короля.

### Міста

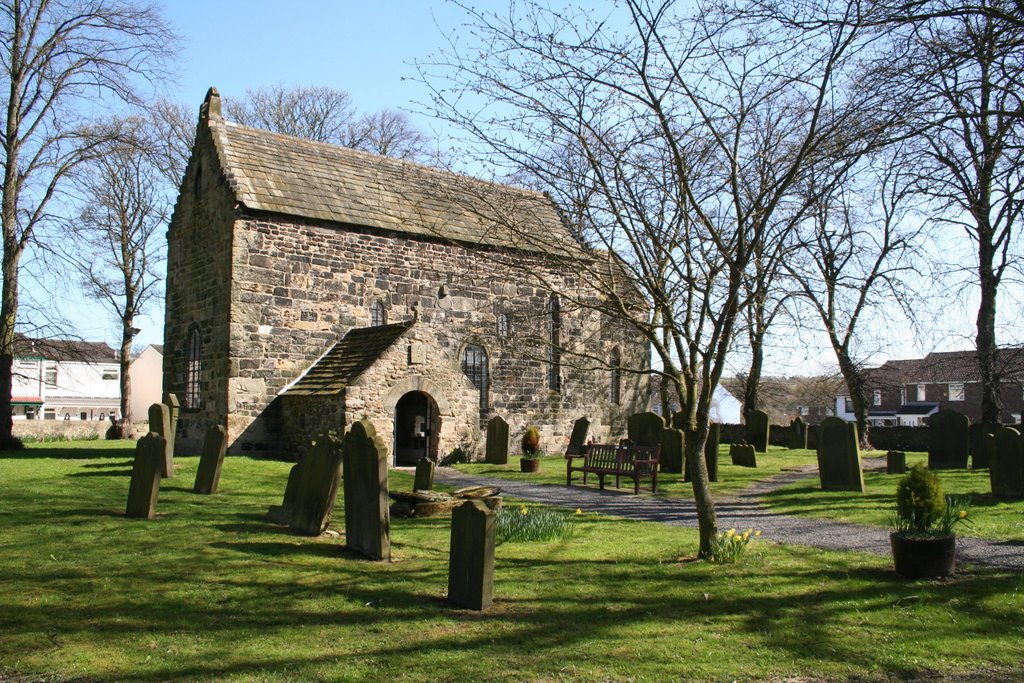
Англосаксонська церква (VII—VIII століття) в Ескомбі поблизу Дарема.

Міста в англосаксонській Британії виникли відносно пізно. До середини IX століття напевне можна казати про міські поселення, що склались, лише стосовно Кентербері та Рочестера, де вже виникли перші торгові гільдії. У решті областей Англії поява системи міст належить до часу початку скандинавських вторгнень. За вказівкою короля Альфреда у всіх частинах країни почали зводитись укріплення навколо регіональних торгових центрів для захисту від набігів данців. У регіонах, що опинились під владою вікінгів, також різко прискорився розвиток міст і торгівлі (Йорк, Данелаг, Норідж).
Типове пізньо-англосаксонське місто було центром місцевої торгівлі й карбування монет, було оточено дерев'яними стінами чи земляним валом та поділявся на частини, огороджені частоколом. Навколо міста розташовувались поля й луки, що перебували у спільному володінні верхівки міщан. Міські поселення зберігали аграрний характер, однак головною рушійною силою їхнього розвитку стала торгівля. Вже Едвард Старший заборонив торгові операції поза стінами міст. Більшість міст було засновано на королівських землях, однак існували також центри, засновані великими аристократами. У останніх частина прибутків (зазвичай, третина) стягувалась не на користь короля, а на користь сеньйора. Містяни були, в основному, особисто вільними й несли звичайні обов'язки на користь короля (продуктова рента, участь в ополченні), а також сплачували йому відсоток з торгових операцій. У містах проживали також деякі тени, а також залежні люди великих магнатів.
Поступово різні групи містян зближувались, у X столітті почали виникати загальноміські суди, а у XI столітті склалось особливе міське право, що застосовувалось до всіх жителів міст. З міських судів виникли перші органи міського самоврядування — бургвітани (давн-англ. burhwitan). Деякі міста перетворились на важливі центри міжнародної торгівлі (Йорк, Честер, Лінкольн, Норвіч, порти південно-східного узбережжя). Найменш розвиненими були боро південно-західної Англії, фактично не відрізняючись від сільських поселень. Особливістю англосаксонських міст було те, що практично у кожному з них, навіть у маленьких бургах, був монетний двір і здійснювалось карбування грошей. Чисельність населення міст була відносно невеликою: відповідно до сучасних досліджень, у Йорку проживало понад 8 000 жителів, у Лінкольні й Норіджі — 6 500, в Оксфорді — близько 3 500 чоловік. Однак основна маса англосаксонських бургів налічувала не більше кількох сотень жителів.
Особливе місце серед міст Королівства Англія посів Лондон, який за кількістю жителів, торговим оборотом і розвитком системи управління різко відрізнявся від усіх решти міст країни. Ставши у часи данських вторгнень центром національного опору, Лондон швидко набув загальнодержавного значення, а з часом захопив право обрання короля. В Лондоні була добре розвинена судова система (загальноміські збори, окружні суди, торговий суд) й існував особливий вищий прошарок містян з тенів, що проживали у місті. Торгові зв'язки Лондона простирались від північної Франції до Норвегії, а німецькі й данські купці мали рівні права з місцевим населенням.

## Генезис феодалізму

### Розвиток земельних відносин
Первинно базову одиницю земельних відносин становив наділ вільного англосакса — гайда. Вже на найбільш ранніх етапах існування англосаксонських королівств королі надавали певні землі у користування особам зі служилої знаті (гезітам). Однак права гезітів обмежувались вилученням продуктової ренти, що належала відповідно до звичаїв королю, на свою користь й не зачіпали речові права селян на їхні наділи. Але вже у VIII столітті із виникненням практики надання королем грамоти на землі, що передавались гезіту чи церкві, становище почало змінюватись. Виник особливий тип земельного утримання, що дістав назву бокленд, що стало першим кроком на шляху появи в Англії феодального землеволодіння. Даруючи землі у бокленд, король поступався не лише правом на збирання продуктової ренти, але й правом розпорядження цією територією на власний розсуд, включаючи дарування, продаж і передачу у спадок. Практика надання земель у бокленд до кінця англосаксонського періоду отримала досить широкого розповсюдження, хоча продовжували існувати й землі фолкленда, на яких продовжувало діяти звичаєве право та з яких король отримував продуктову ренту й повинності у повному обсязі.
До раннього періоду англосаксонської Британії належить також практика здавання в оренду земель, які перебували у володінні гезітів і церкви, іншим особам. У разі, якщо орендарем ставав керл, він досить швидко опинявся у підпорядкованому становищі щодо власника землі, що стало одним із способів формування залежного селянства і феодального господарства: за користування землею орендар сплачував натуральну ренту чи працював на пашні сеньйора. Такі орендарі з VIII століття поступово перетворювались на гебурів, втрачаючи статус вільного селянина. Іншим способом виникнення залежного селянства став перехід керлів, які розорились або мали небагато землі, під покровительство сеньйора, що забезпечував їх землею у обмін на несення певних повинностей.
До XI століття в Королівстві Англія вже панувало маноріальне господарство, за якого широкі землі із залежним населенням перебували у володінні феодалів (ерлів, тенів, церкви). Тим не менше характер феодального землеволодіння в англосаксонський період відзначався різноманіттям: окрім володінь з великою барською пашнею, на якій працювали залежні селяни, існували володіння, в яких влада сеньйора обмежувалась стягненням продуктової ренти (останнє було особливо характерно для областей данського права). Особливий тип земельних володінь являли собою землі короля, що пізніше трансформувались у королівський домен нормандської Англії. Королівські володіння були сприятливішими з точки зору безпеки і податкового тягаря для ведення господарства й торгівлі, що сприяло виникненню на них торгових і ремісничих містечок і міст. Велике значення мали також церковне землеволодіння, що за розміром і структурою нагадували королівські землі. Практика дарування церковним організаціям земель зі звільненням їх від державних повинностей була вже широко розвинена у VI—VII століттях. Первинно церква стягувала лише продуктову ренту з селян, які проживали у її володіннях, однак пізніше стала активно здавати свої території в оренду керлам і тенам.
Таким чином до часу нормандського завоювання земельні відносини в англосаксонській Британії розвивались шляхом феодалізації. Питання про ступінь генезису феодалізму до середини XI століття не було остаточно вирішено, однак не викликає сумніву, що за усієї своєрідності аграрні відносини англосаксонського періоду поступово трансформувались в руслі загальноєвропейської системи феодального права.

### Виникнення приватної юрисдикції
Однією з найважливіших ознак феодалізму була судова влада сеньйора над його васалами й залежними селянами. В англосаксонській Британії перші згадки про наявність приватної юрисдикції землевласників належать тільки до середини X століття. Приналежність судових повноважень англосаксонській знаті у більш ранні періоди досі викликає суперечки істориків. Очевидно, однак, що до часів правління Альфреда Великого ідея приватної юрисдикції набула громадського визнання завдяки широкому розповсюдженню маноріального землеволодіння й виникненню залежних категорій селянства. У X столітті у деяких хартіях англійських королів з'являється спеціальний термін для позначення переходу права юрисдикції над залежним населенням від королівських судів до суду землевласника — «сака і сока» (англосакс.: sacu and socn; англ. sake and soke). «Сака» означала предмет суперечки, а «сока» — процес передачі справи до суду сеньйора, а все разом висловлювало юрисдикцію сеньйоріального суду у справах, що витікали з аграрних відносин (порушення правил землекористування, земельні суперечки тощо). Передача права «саки і соки» королями разом із даруванням земель тенам та ерлам з кінця X століття набула характеру державної політики, причому було встановлено, що право суду над королівськими тенами невідчужуване й належить виключно королю.
Передаючи право приватної юрисдикції представникам землевласницької знаті, король зазвичай залишав за собою право розгляду найважливіших судових справ (убивство, переховування злочинців, порушення королівського миру, захоплення майна). До середини XI століття було вироблено особливу юридичну формулу, що описувала сферу приватної юрисдикції, й пізніше увійшла до правової системи як Королівства Англія, так і Королівства Шотландія: «sake and soke, toll and team, and infangenetheof». Згадка про цю формулу у земельних хартіях королів означала, що, окрім саки і соки, землевласник здобував право на стягнення податків під час торгових операцій залежних селян (toll), право на розгляд справ про незаконне володіння майном (team), а також право суду над злодієм, упійманим на гарячому на території, підпорядкованій сеньйору (infangenetheof). Найбільші землевласники здобували також права юрисдикції у серйозніших правопорушеннях, а часто під контроль місцевого магната чи монастиря переходив суд сотні.

## Адміністративна система

### Місцеве врядування
Першою достовірно відомою адміністративною одиницею англосаксонських королівств була область, що займало одне з племен, які складали три головні англосаксонські народи (англів, саксів, ютів). Рештки цієї системи збереглись в організації сучасних південноанглійських графств, що виникли у VI-VII століттях як provinciae чи regio королівства Вессекс (Дорсет, Сомерсет, Вілтшир й інші). Детальна структура аналогічних утворень у складі Мерсії міститься у документі під назвою «Tribal Hidage», укладеному на початку IX століття. Вже у ці часи стародавні англосаксонські «провінції» мали, передусім, судові й фіскальні функції, розв'язуючи суперечки між одноплемінниками та розподіляючи королівську продуктову подать.
Із ускладненням права й адміністративного апарату англосаксонських королівств з'явилась потреба у проміжній адміністративній ланці між селом та зборами «провінції». Це призвело до появи у Вессексі сотні як адміністративної одиниці, що об'єднувала населені пункти, що у сумі складали приблизно сто гайд. У кожній сотні існували власні народні збори, які розв'язували суперечки між жителями цієї області, спостерігали за підтриманням порядку й виконанням законів королівства й розподіляли продуктову подать. Королі мали своїх представників в органах управління сотень — головних суддів (англ. reeve). Після об'єднання Англії під владою Вессекса сотня як основна адміністративна одиниця була введена на всій території країни (в областях, завойованих у X столітті данцями, вона не збереглась, її роль відігравав округ — вепентейк (англ. wapentake).
Згодом сотні було об'єднано у шири — графства (англосакс.: scir; англ. shire), причому система англосаксонських графств виявилась дуже стабільною і збереглась практично без змін до XX століття. Перші графства виникли у Вессексі у VIII столітті, а з об'єднанням країни під владою вессекських королів система графств була розповсюджена на решту території Англії. Зазвичай створення системи графств відносять до часів правління Едварда Старшого (899—924). У східних областях графства виникли з територій, зайнятих кожною з армій данських вікінгів у X столітті (Лестершир, Нортгемптоншир, Бедфордшир й інші). Вже за Етельреда II графство стало головною одиницею місцевої адміністрації, що акумулювала фінансові кошти для короля, організовувала набір фірда та здійснювала виконання королівських указів.
Більшого значення мало виникнення посади шир-герефа (пізніше — шериф; англосакс.: scir-geref) — королівського чиновника, що призначався до кожного графства для управління місцевими фінансами, здійснення правосуддя й підтримки порядку. До середини XI століття шир-гереф став головним королівським агентом у місцевому врядуванні. Він збирав податки й платежі, управляв королівським майном на території графства, головував у судах за відсутності ерла. Як представник короля він забезпечував єдність країни і перешкоджав утворенню самостійних графств на території Англії.

### Центральне управління
Центральним елементом англосаксонської держави був король, що правив Божою милістю і представляв Бога серед свого народу. В англосаксонський період світська й духовна влада короля були неподільними одна від одної. Король мав безумовну владу над світським населенням й духовенством, обмежену тільки звичаєвим правом і канонічними прерогативами папи римського. Всі владні повноваження у державі походили від короля, навіть ерли, що захопили у XI столітті владу у регіонах, були лише посадовими особами короля: їхнє призначення та усунення здійснювалось тільки королем, а влада була обмежена королівськими шерифами у графствах.
Хоча вся повнота влади в англосаксонській Британії належала королю, ефективне використання його прерогатив було неможливим без співробітництва з представниками знаті й духовенства. У зв'язку з цим надзвичайно важливою державною інституцією був вітенагемот — збори вищого духовенства і військово-служилої знаті держави, що скликались королем для обговорення основних питань державної політики. Теоретично правом та обов'язком участі в цьому органі володіли всі тени, ерли, єпископи й абати королівства, однак представники віддалених північних регіонів, зазвичай, не приїжджали на засідання вітенагемота. На обговорення могли виноситись будь-які питання (затвердження законів, встановлення податків, організація оборони, ведення міжнародних перемовин), однак особливого значення вітенагемот набув як орган, що володів правом обрання короля, оскільки суворий династичний принцип спадкування в англосаксонський період ще не склався. Функціонування вітенагемота забезпечувало конституційний характер англосаксонської монархії.
Інші вищі органи управління в англосаксонський період перебували у початковій стадії формування: існували королівські писарі, які складали укази й вели діловодство, а також, ймовірно, особи, відповідальні за надходження податків, однак окремі державні органи ще не склались.

## Кельтський і скандинавський вплив

### Кельтський вплив
Завоювання англосаксами Британії призвело до відносно швидкої асиміляції бриттського населення. Свідченням деякого періоду співіснування двох етносів є англійські топоніми кельтського походження, причому їх частотність збільшується у напрямку зі сходу на захід — мірою історичного просування англосаксонських переселенців. Бриттський вплив спостерігався також у північно-західних областях Англії. Це свідчить про те, що повного знищення кельтського населення англосаксами не було. Однак, вочевидь, бритти опинились на положенні залежного населення в англосаксонському суспільстві.

### Данелаг і скандинавський вплив

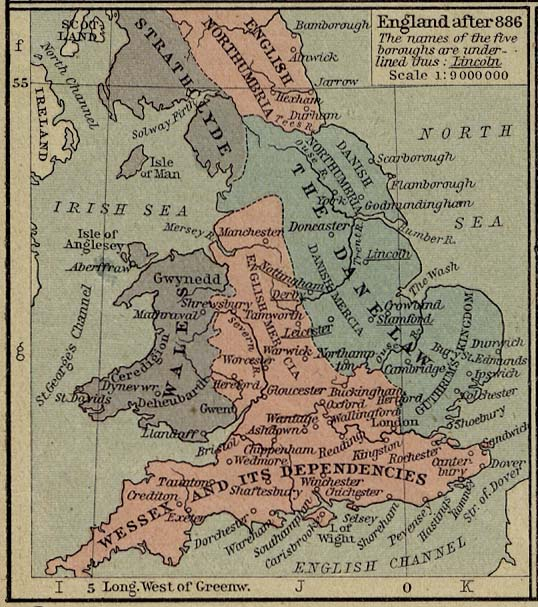
Англія у 866 році та область данського права

Після вторгнень скандинавських вікінгів у IX столітті етнічний склад і соціальна структура північно-східної частини Англії від Лондона до Нортумберленда цілком змінилась: тут розселились маси данців і норвежців, які принесли сюди власне право й соціальні інститути. Після відновлення X столітті влади англосаксонських королів над цією областю її специфічний скандинавський характер було збережено, а сама вона отримала назву Данелаг (область данського права). В Данелагу застосовувались власні правова й адміністративно-територіальна системи скандинавського походження, що різко відрізнялись від решти території країни. У соціальному плані регіон Данелага характеризувався повним пануванням вільного селянства та наявністю особливої категорії землевласників — сокменів, які користувались власною свободою і свободою розпорядження своїм наділом, але виконували низку необтяжувальних повинностей на користь сеньйора й були прикріплені у судовому сенсі до його юрисдикції. Правова специфіка Данелага зберігалась упродовж більшої частини Середньовіччя і сприяла прийняттю в англосаксонському суспільстві низки скандинавських правових інституцій, зокрема судів присяжних.
У останній період існування англосаксонської монархії, за королів данської династії і, зокрема, Едуарда Сповідника скандинавський вплив в Англії був особливо сильним: аристократія данського і норвезького походження посіла провідні позиції при дворі та у регіонах, були створені особливі елітні війська хускерлів за типом дружин королів вікінгів, скандинавські звичаї та традиції увійшли у повсякденне життя королівства. Це дозволяє говорити про виникнення феномена англо-данського суспільства, в якому елементи обох культур були тісно переплетеними. Нормандське завоювання призвело до дезінтеграції цього суспільства й заміщення скандинавського впливу французьким.